# دورکس
دورکس (انگلیسی: Durex) شرکت لوازم بهداشتی بریتانیایی است، که در سال ۱۹۱۵ تأسیس شد.

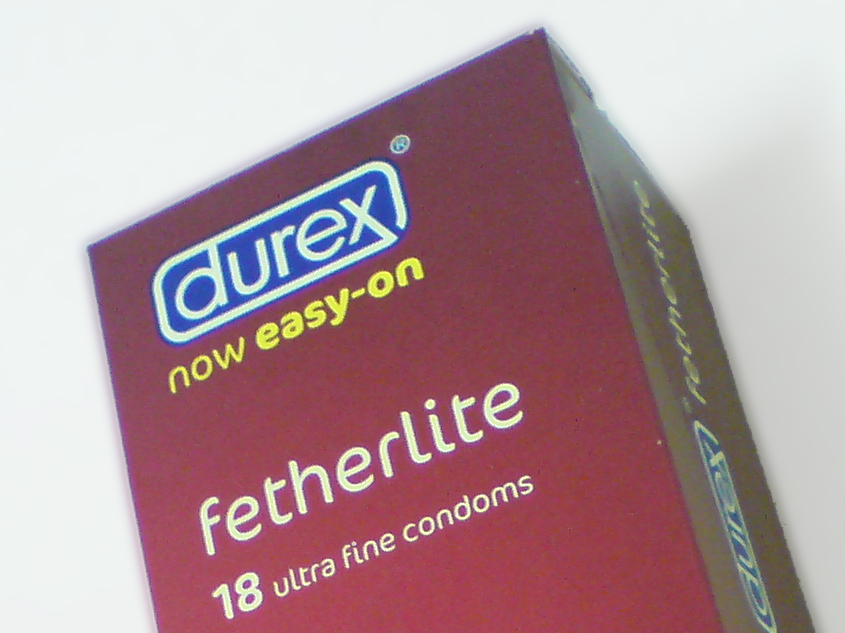
نمایی از یک‌بسته کاندوم دورکس - ۲۰۰۷